# Sebastián Romero Radigales
Sebastián Romero Radigales va ser un diplomàtic espanyol que des del seu lloc com a Cònsol General d'Espanya a Atenes (1943-1944) va organitzar la repatriació per terra, mar i aire dels jueus d'origen sefardita. Davant les objeccions per a la seva entrada a Espanya, va proposar el Marroc. Entre març i juny de 1943 48.000 jueus de Salònica van ser deportats al camp d'extermini d'Auschwitz-Birkenau. Romero Radigales actuà para intentar alliberar els deportats sefardis. Saltant-se les autoritats alemanyes aconsegueix traslladar 150 sefardis des de Salònica a Atenes.
Davant la falta de resposta del règim de Franco sobre la repatriació dels jueus sefardis, Alemanya proposà com a solució provisional el seu internament a Bergen-Belsen. Romero s'hi oposà, rotund, demanat l'internament en territori grec, i l'exclusió de nens i ancians, i que el transport es realitzés en les millors condicions possibles. El 13 d'agost de 1943 arribaren a Bergen, després de dotze dies de viatge, 367 jueus sefardis, entre ells 40 menors de 14 anys i 17 majors de 70 anys. El Cònsol va aconseguir evitar la confiscació dels béns d'alguns sefardis, que arribaren a Espanya entre el 10 i el 13 de febrer de 1944.

Sebastián Romero i altres diplomàtics espanyols que com ell, van ajudar els jueus a fugir de l'Holocaust van ser rescatats de l'oblit l'any 2000 quan el Ministeri d'Afers Exteriors d'Espanya va dedicar una pàgina web a la seva memòria, anomenada Diplomáticos españoles durante el Holocausto, sent Ministre Abel Matutes.
Posteriorment, l'any 2007, van ser homenatjats un altre cop en una exposició titulada Visados para la libertad organitzada per la Casa Sefarad a Madrid.
Sebastián Romero, Julio Palencia Tubau i Bernardo Rolland de Miota han estat proposats l'any 2008 per la Fundació Raoul Wallenberg per a ser designats com a Justos entre les Nacions, distinció que l'estat d'Israel a aquelles persones que no sent de confessió o ascendència jueva, van ajudar els jueus víctimes de la persecució antisemita durant el Tercer Reich.